# Oligia arctana
Oligia arctana är en fjärilsart som beskrevs av Embrik Strand 1921. Oligia arctana ingår i släktet Oligia och familjen nattflyn. Inga underarter finns listade i Catalogue of Life.